# Chi Cá thoi
Chi Cá thoi (danh pháp khoa học: Antigonia) là một chi cá biển trong họ Caproidae, theo truyền thống xếp trong bộ Cá vược (Perciformes). Chi này cũng là chi cá đa dạng loài nhất trong họ này. Tất cả chúng là các loài cá sống ở nước sâu và thông thường là ở độ sâu 50m.

## Các loài
Hiện hành có 17 loài sau được ghi nhận trong chi này:
- Antigonia aurorosea Parin & Borodulina, 1986
- Antigonia capros R. T. Lowe, 1843 - cá thoi
- Antigonia combatia Berry & Rathjen, 1959
- Antigonia eos C. H. Gilbert, 1905
- Antigonia hulleyi Parin & Borodulina, 2005
- Antigonia indica Parin & Borodulina, 1986
- Antigonia kenyae Parin & Borodulina, 2005
- Antigonia malayana M. C. W. Weber, 1913
- Antigonia ovalis Parin & Borodulina, 2006
- Antigonia quiproqua Parin & Borodulina, 2006
- Antigonia rhomboidea McCulloch, 1915
- Antigonia rubescens (Günther, 1860) - cá thoi đỏ
- Antigonia rubicunda J. D. Ogilby, 1910
- Antigonia saya Parin & Borodulina, 1986
- Antigonia socotrae Parin & Borodulina, 2006
- Antigonia undulata Parin & Borodulina, 2005
- Antigonia xenolepis Parin & Borodulina, 1986